# Esgueira
Esgueira is een plaats (freguesia) in de Portugese gemeente Aveiro en telt 12 262 inwoners (2001).